# NGC 554B
NGC 554B је спирална галаксија у сазвежђу Кит која се налази на NGC листи објеката дубоког неба.
Деклинација објекта је - 22° 43' 25" а ректасцензија 1h 27m 9,5s. Привидна величина (магнитуда) објекта NGC 554 износи 13,8 а фотографска магнитуда 14,8. NGC 554B је још познат и под ознакама ESO 476-11A, PGC 5413.